# Chalkedon

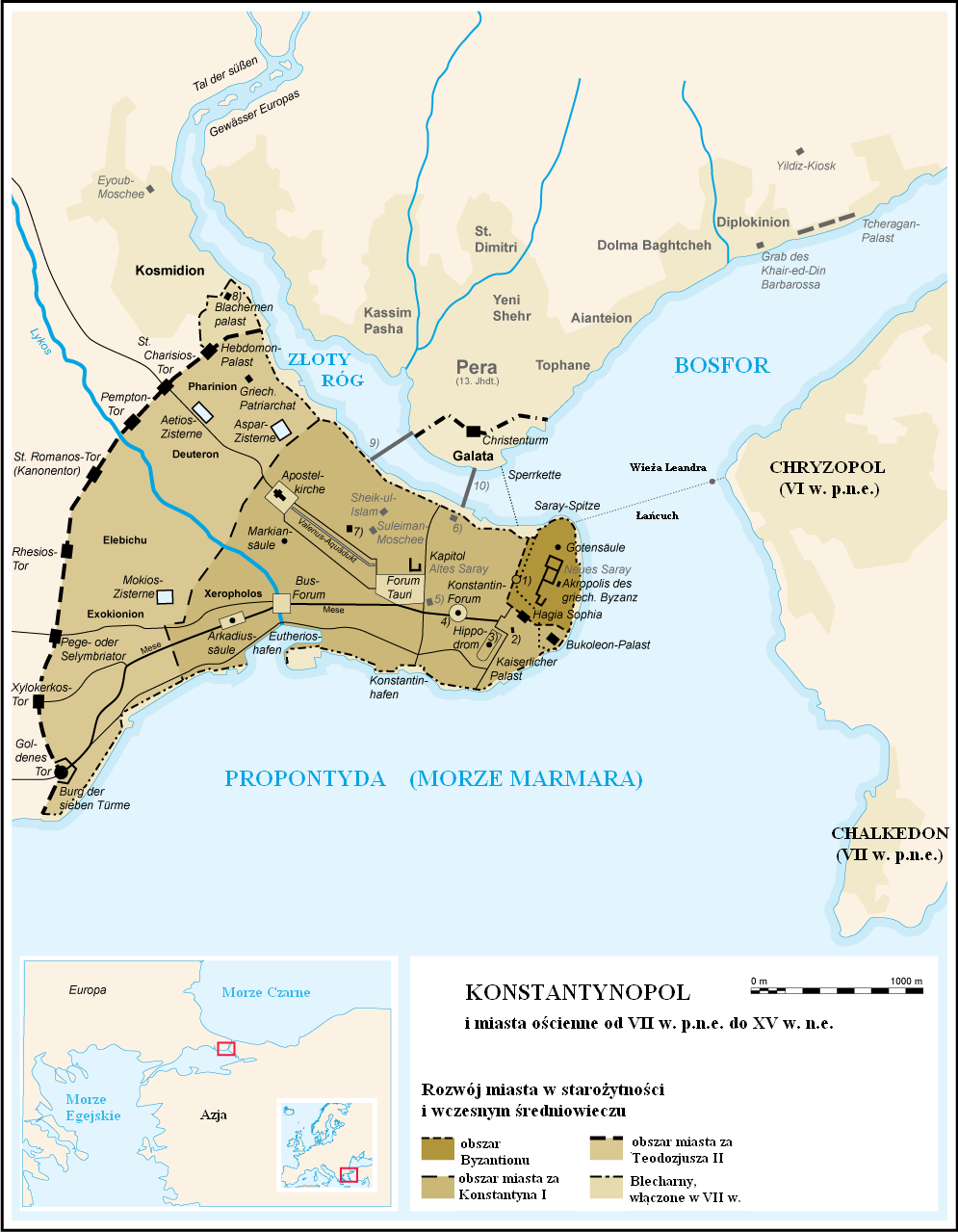
Konstantynopol i okoliczne miejscowości – w tym Chalkedon w prawym dolnym rogu

Chalkedon, Chalcedon (gr. Χαλκηδών Chalkēdṓn, łac. Chalcedonia) – starożytne miasto portowe założone przez greckich kolonistów z Megary w roku 676 p.n.e. nad azjatyckim wybrzeżem Bosforu w krainie Bitynia. Miasto znajdowało się na półwyspie Chalkedońskim u wejścia do cieśniny Bosfor prawie dokładnie naprzeciw starożytnego Byzantionu – późniejszego Konstantynopola.

## Historia miasta
W miejscu Chalkedonu osiedla ludzkie znajdowały się już od czasów prehistorycznych. Jednakże dopiero od momentu kolonizacji dokonanej przez Megaryjczyków pojawiają się pierwsze udokumentowane wzmianki o mieście.
Fakt, iż miasto założone zostało po azjatyckiej stronie cieśniny Bosfor niemal 20 lat wcześniej od położonego naprzeciw niego Byzantionu powodował, iż jego założycieli określało się w starożytności mianem ślepców, a samo miasto miastem ślepców (Caecorum Oppidum), którzy nie byli w stanie dostrzec i docenić walorów – niezajętego jeszcze wówczas – terenu, na którym powstała późniejsza stolica Rzymian i Bizantyjczyków. Określenia te przytacza Herodot za perskim generałem Megabazusem. Możliwe, że osadnicy obawiali się wybrać europejski brzeg z powodu lęku przed Trakami, których udało się spacyfikować dopiero w VI wieku p.n.e.
Pomimo swego położenia Chalkedon należał do przodujących ośrodków handlowych oraz religijnych Starożytnej Grecji. Znajdowało się tam, między innymi, sanktuarium Apolla, w którym przepowiadała przyszłość wyrocznia.

Bitynia jako prowincja cesarstwa rzymskiego w 125 n.e.

W roku 74 p.n.e. miasto, wraz z całą Bitynią, znalazło się we władaniu państwa rzymskiego, któremu swoje włości zapisał w testamencie ostatni król Bitynii Nikomedes IV. W tym samym roku pod Chalkedonem rozegrała się bitwa lądowo-morska (Bitwa pod Chalkedonem), w której król Pontu Mitrydates VI Eupator pokonał armię rzymską dowodzoną przez konsula Aureliusza Kottę. Był to epizod wojny rzymsko-pontyjskiej, w której Mitrydates występował jako obrońca interesów wydziedziczonego syna Nikomedesa IV. Ostatecznie jednak wojnę wygrali Rzymianie, którzy rozszerzyli jeszcze swoje włości w Azji Mniejszej.
Po podziale cesarstwa rzymskiego Chalkedon znalazł się w jego wschodniej części, określanej później jako Cesarstwo Bizantyńskie. W tym okresie miasto było świadkiem wielu istotnych wydarzeń. W roku 451 obradował tu mianowicie IV sobór powszechny, uznawany za najliczniejszy sobór starożytności. W trakcie soboru podniesiono biskupstwo Chalkedonu do rangi metropolii, nie ograniczając jednakże praw zwierzchnich arcybiskupa Nikomedii.
Od VII wieku miasto wielokrotnie cierpiało od najazdów nieprzyjaciela. Na początku tego stulecia dotarli do niego Persowie, a w 673 zdobyli je Arabowie pod wodzą Moawiji. W 1075 zdobyli i zniszczyli je Seldżucy, ale już w kilkanaście lat później udało się je odzyskać dzięki sukcesom I krucjaty. W 1182 miasto stanowiło bazę dla pretendenta Andronika I Komnena w jego zwycięskiej walce o tron. Od 1204 znajdowało się przejściowo w granicach Cesarstwa Łacińskiego, aby powrócić pod zwierzchnictwo Bizancjum niecałe 60 lat później. Turcy osmańscy zdobyli miasto na początku XIV wieku. Od tego momentu miasto zaczęło ustępować znaczeniem pobliskiemu Chryzopolowi.